# NB-12 Borac
NB-12 Borac bio je naoružani brod u sastavu mornarice NOVJ. Izvorno je bio talijanska koča koju su saveznici ustupili partizanima kao "priznanje" za greškom potopljene brodove.
Poslije rata je neko vrijeme korišten za ophodnju istarskog područja, da bi nakon toga bio predan ribarskoj privredi.